# Saison 1958 de la NFL
Navigation
Édition précédente Édition suivante
La saison 1958 de la NFL est la 39e saison de la National Football League. Elle voit le sacre des Colts de Baltimore.

## Classement général
| Conférence Est                                                   |      |      |      |        |          |            |
| Franchise                                                        | Vic. | Déf. | Nuls | % vic. | Pts pour | Pts contre |
| Giants de New York                                               | 9    | 3    | 0    | .750   | 246      | 183        |
| Browns de Cleveland                                              | 9    | 3    | 0    | .750   | 302      | 217        |
| Steelers de Pittsburgh                                           | 7    | 4    | 1    | .636   | 261      | 230        |
| Redskins de Washington                                           | 4    | 7    | 1    | .364   | 214      | 268        |
| Cardinals de Chicago                                             | 2    | 9    | 1    | .182   | 261      | 356        |
| Eagles de Philadelphie                                           | 2    | 9    | 1    | .182   | 235      | 306        |
| match de barrage : Giants de New York 10 - Browns de Cleveland 0 |      |      |      |        |          |            |

| Conférence Ouest       |      |      |      |        |          |            |
| Franchise              | Vic. | Déf. | Nuls | % vic. | Pts pour | Pts contre |
| Colts de Baltimore     | 9    | 3    | 0    | .750   | 381      | 203        |
| Bears de Chicago       | 8    | 4    | 0    | .667   | 298      | 230        |
| Rams de Los Angeles    | 8    | 4    | 0    | .667   | 344      | 278        |
| 49ers de San Francisco | 6    | 6    | 0    | .500   | 257      | 324        |
| Lions de Détroit       | 4    | 7    | 1    | .364   | 261      | 276        |
| Packers de Green Bay   | 1    | 10   | 1    | .091   | 193      | 382        |

## Finale NFL
- 28 décembre 1958, à New York devant 64 185 spectateurs, Colts de Baltimore 23 - Giants de New York 17, après prolongation